# 高皇后 (東魏)
高皇后（こうこうごう、生没年不詳）は、東魏の孝静帝の皇后。北斉が成ると長公主に封じられた。

## 生涯
高歓と婁昭君の間の次女として生まれた。北魏の孝武帝の皇后高氏・高澄・北斉の文宣帝高洋・孝昭帝高演・武成帝高湛・博陵王高済の同母姉妹にあたる。
537年（天平4年）、入内した。539年（興和元年）5月、皇后として立てられた。550年（天保元年）、北斉が建てられると中山王妃に降格され、太原長公主に封じられた。その後、長公主は中山王に落とされた夫がさらに暗殺される危険に備えて、常に夫の飲食を見守った。
翌天保2年12月（西暦で552年）、文宣帝は太原長公主も招いて姉妹や弟たちと共に酒を酌み交わしたが、その際に配下の者を中山王のもとへ派遣し、王と3人の息子を毒殺した。天保3年（552年）正月、文宣帝の命により、腹心の楊愔が開封王に封じられ、太原長公主が再婚させられた。

## 伝記資料
- 『魏書』巻13 列伝第1
- 『北史』巻13 列伝第1